# ワイアット・アープ
ワイアット・ベリー・スタップ・アープ（英語: Wyatt Berry Stapp Earp, 1848年3月19日 - 1929年1月13日）は、アメリカ西部開拓時代の保安官。

## 生涯
イリノイ州生まれ。20歳のころバッファロー狩りで生計を立てガンマンとして有名になった。1870年、ウリラ・サザーランドと結婚・死別後、1875年にはカンザス州ウィチタの保安官事務所で働いていたが、1876年4月、仲間と口論して解雇された。1878年、やはりカンザス州のフォード郡ドッジシティで新たに保安官事務所に勤務し、1878年、保安官チャーリー・バセットの下で保安官助手に任命された。
1879年9月にやり方の荒っぽさからドッジシティを追放され、アリゾナ州のトゥームストーンに移り住み、農業のかたわら賭博場の胴元、売春宿の経営者になった。3か月後、兄のバージル・アープがトゥームストーンの保安官に就任した。
1881年、アープ兄弟はクラントン兄弟をはじめとするカウボーイズと呼ばれる土着の牧童達と、「OK牧場の決闘」と呼ばれる事件を起こす（詳細は後述）。
晩年はロサンゼルスに定住して西部開拓時代の伝説的な生き証人となり、親交を持った映画監督のジョン・フォードの西部劇製作に影響を与えた。
1929年1月13日、ロサンゼルスにて膀胱炎で死去。80歳没。
映画などではバントライン・スペシャルと呼ばれる拳銃 を愛用していることが多い。しかしこれは伝説で、実際に使っていたかどうかは定かではない。

## OK牧場の決闘
1881年、アープ兄弟はクラントン兄弟をはじめとするカウボーイズと呼ばれる土着の牧童達（牛泥棒などの不法行為をもっぱらとしていた）と対立を深めていた。
10月26日、「フライ写真館の隣にある空き地から、フリモントストリートに出たあたりで、カウボーイズが銃を所持しているので、武装解除するべき」との市民の忠告を受け、バージルは、ワイアット、モーガン、友人のドク・ホリデイと共に彼らを武装解除するべく出かけたが、撃ち合いとなり、カウボーイ組5名中3名を射殺した。世に言う“OK牧場の決闘”である。
決闘後、アープ組は殺人罪で起訴されたが、全員無罪となった。この判決を受け、カウボーイズはバージルとモーガンを闇討ちし、バージルは腕を、モーガンは命を失う。その後、ワイアットはモーガン殺害の実行犯と見られたフランク・スティルウェルをツーソン駅構内で殺害したと言われている。この事件によってカウボーイズ派の郡保安官ジョン・ビアンにより逮捕状が出され、ワイアットはカウボーイズの追及を受けることとなる。一方ワイアットも連邦保安官（執行官）の資格を得ており、連邦政府と自治体の保安官が互いを付け狙い合うという異常事態となった。
結果として、カウボーイズのリーダー格のカーリー・ビル、ジョニー・リンゴが殺害され、ワイアット、ドク・ホリデイはコロラドに逃走して一連の事件は終息する。

## ワイアット・アープを主人公とした作品

### 映画
| 年   | 題名                                     | 監督                    | ワイアットを演じた役者   |
| ---- | ---------------------------------------- | ----------------------- | ------------------------ |
| 1946 | 荒野の決闘 My Darling Clementine         | ジョン・フォード        | ヘンリー・フォンダ       |
| 1957 | OK牧場の決斗 Gunfight at the O.K. Corral | ジョン・スタージェス    | バート・ランカスター     |
| 1964 | シャイアン Cheyenne Autumn               | ジョン・フォード        | ジェームズ・ステュアート |
| 1964 | ワイアット・アープ Wyatt Earp            | トゥリオ・デミケリ      | ガイ・マディソン         |
| 1967 | 墓石と決闘 Hour of the Gun               | ジョン・スタージェス    | ジェームズ・ガーナー     |
| 1971 | ドク・ホリディ Doc                       | フランク・ペリー        | ハリス・ユーリン         |
| 1988 | キャデラック・カウボーイ Sunset          | ブレイク・エドワーズ    | ジェームズ・ガーナー     |
| 1993 | トゥームストーン Tombstone               | ジョージ・P・コスマトス | カート・ラッセル         |
| 1994 | ワイアット・アープ Wyatt Earp            | ローレンス・カスダン    | ケビン・コスナー         |

### テレビ映画
| 年   | 題名                                                       | 監督                    | ワイアットを演じた役者 |
| ---- | ---------------------------------------------------------- | ----------------------- | ---------------------- |
| 1955 | 保安官ワイアット・アープ The Life and Legend of Wyatt Earp | ウィリアム・A・グレアム | ヒュー・オブライエン   |

### テレビシリーズ
| 年   | 題名                                                          | 監督                 | ワイアットを演じた役者 |
| ---- | ------------------------------------------------------------- | -------------------- | ---------------------- |
| 2024 | ワイアット・アープ&カウボーイ・ウォー Wyatt Earp & Cowboy War | パトリック・リームズ | ティム・フェリンガム   |

### 小説
| 年   | 題名                             | 著者                  | 翻訳家 | 出版社   |
| ---- | -------------------------------- | --------------------- | ------ | -------- |
| 2001 | ガンマンの伝説 Gunman's Rhapsody | ロバート・B・パーカー | 菊池光 | 早川書房 |